# Benjamín Hill (Sonora)

Benjamín Hill é um município do estado de Sonora, no México.